# 刘世德 (学者)
刘世德（1932年12月—），山西临汾人，中国古代文学学者，古代小说版本学的创立者，中国社会科学院文学研究所研究员，中国社会科学院荣誉学部委员。